# 熊谷生協病院
熊谷生協病院（くまがやせいきょうびょういん）は、医療生協さいたま生活協同組合が埼玉県熊谷市に設置する病院。

## 概要
救急告示病院。105床(医療療養病床(在宅復帰機能強化型)55床、一般病床50床(小児科10床、地域包括ケア40床)を備える。
全日本民主医療機関連合会（民医連）に加盟している。

## 沿革
(この節の出典)
1953年(昭和28年)8月に熊谷市宮町に「熊谷小児診療所」として開設。地域小児医療の中核となり、1973年10月には55床の「熊谷小児病院」として同市中西に設置、1991年7月に「熊谷生協病院」に改称。さらに、熊谷地域の高齢化・内科医療の充実といった要望にこたえるため、2000年10月に現在地に一般病床・療養病床をもち、小児から高齢期までを支える病院として現体制を整えた。

## 診療科
- 内科[4]
- 小児科[4]
- 専門外来（糖尿病／脳神経／訪問診療）[5]
- その他（各種健康診断・人間ドック／通所リハビリテーション）[5]

## 医療機関の認定
(この節の出典)
- 保険医療機関
- 労災保険指定医療機関
- 指定自立支援医療機関（精神通院医療）
- 身体障害者福祉法指定医の配置されている医療機関
- 生活保護法指定医療機関
- 指定小児慢性特定疾病医療機関
- 難病の患者に対する医療等に関する法律に基づく指定医療機関
- 原子爆弾被害者医療指定医療機関
- 公害医療機関
- 在宅療養支援病院
- 無料低額診療事業実施医療機関
- 公益財団法人日本医療機能評価機構認定病院[6]。
- このほか、各種法令による指定・認定病院であるとともに、各学会の認定施設でもある。

## 特徴
病院の理念により、差額ベッド料（個室料）を徴収していない。

## 院内設備
- 院内に病児保育室「こぐまちゃんち」を設ける。対象年齢：6ヶ月から10歳未満まで、定員8名で保育士・看護師が個々の状態に応じて保育・看護する。[8]

## 交通アクセス
- JR上越新幹線・JR高崎線・秩父鉄道秩父本線「熊谷駅」から熊谷市ゆうゆうバス乗車、「生協病院前」停留所下車
- 病院が独自に無料送迎バスを運行している[9]

## 周辺
- 熊谷バイパス
- 熊谷市立熊谷東中学校
- 交通安全環境研究所自動車試験場第二地区

## 関連施設
- 埼玉協同病院 - 埼玉県川口市。
- 埼玉西協同病院 - 埼玉県所沢市。
- 秩父生協病院 - 埼玉県秩父市。